# Seznam mest v Beninu
Seznam mest v Beninu:
- Abomey
- Abomey-Calavi
- Allada
- Aplahoué
- Athiémé
- Banikoara
- Bassila
- Bembèrèkè
- Bétérou
- Bohicon
- Bori
- Boukoumbé
- Comé
- Cotonou
- Cové
- Dassa-Zoumé
- Djougou
- Dogbo-Tota
- Ganvie
- Grand Popo
- Kandi
- Kérou
- Kétou
- Kouandé
- Lokossa
- Malanville
- Natitingou
- Ndali
- Nikki
- Ouidah
- Parakou
- Péhonko
- Pobé
- Porga
- Porto Novo
- Sakété
- Savalou
- Savé
- Ségbana
- Tanguiéta
- Tchaourou

## 10 največjih mest
1. Cotonou - 818.100
2. Porto Novo - 234.300
3. Parakou - 227.900
4. Djougou - 206.500
5. Bohicon - 164.700
6. Kandi - 149.900
7. Abomey - 126.800
8. Natitingou - 119.900
9. Lokossa - 111.000
10. Ouidah - 97.000